# Майер, Леонардо
Леонардо Мартин Майер (исп. Leonardo Martin Mayer; род. 15 мая 1987 года, Корриентес, Аргентина) — аргентинский теннисист; победитель трёх турниров ATP (два — в одиночном разряде); победитель одного юниорского турнира Большого шлема в парном разряде среди юношей (Открытый чемпионат Франции-2005); победитель парного турнира Orange Bowl (2005); бывшая вторая ракетка мира в юниорском рейтинге.

## Общая информация
Отца Леонардо зовут Орландо, он работает в банке; мать — Эстела — учитель. У него есть два брата — Габриэль и Вальтер, а также сестра — Вероника.
Начал играть в теннис в возрасте девяти лет. Любимая поверхность — грунт.
Его девушку зовут Милагрос Авентин. 27 января 2017 года у их пары родился сын Валентино. В декабре 2019 года Леонардо и Милагрос поженились
. У молодоженов родились близнецы Педро и Камило.
Увлекается рыбалкой.

## Спортивная карьера

### Начало карьеры
На юниорском этапе карьеры в 2005 году Майер смог победить на Открытом чемпионате Франции в парном разряде среди юношей (с Эмилиано Массой). В том же году пара Майер и Масса выиграла престижный юниорский турнир Orange Bowl. В юниорском рейтинге Леонардо максимально поднимался на вторую строчку. В 2005 году Майер завоевал свои первые титулы на турнирах серии «фьючерс». В феврале 2006 года он дебютирует в АТП-туре, сыграв с альянсе с Массой в парной сетке турнира на родине в Буэнос-Айресе. Первый турнир серии «челленджер» Майер выиграл в парном разряде в ноябре 2006 года. В июле 2007 года он берёт «челленджер» и в одиночках, выиграв соревнования в Эквадоре. В ноябре того же года он победил на «челленджере» в Мексике. Первый турнир АТП в одиночном разряде, в основную сетку которого Майер пробился, стал турнир в Кицбюэле в июле 2008 года. На нём он сумел дойти до второго круга, где уступил будущему финалисту Юргену Мельцеру 4-6, 2-6. В ноябре он взял титул на «челленджере» в Медельине.
В феврале 2009 года аргентинец впервые дошел до четвертьфинала АТП-тура на турнире в Акапулько. В марте он впервые поднялся в топ-100 мирового рейтинга. Выход во второй раунд Открытого чемпионата Франции — результат, которого добился Леонардо на первом для себя турнире Большого шлема в основной сетке. В этом же году он достигает второго раунда и на Уимблдонском турнире. В июле Майер дебютировал в составе сборной Аргентины, сыграв в четвертьфинале Кубка Дэвиса против сборной Чехии в Остраве, где вместе с Хосе Акасусо проиграл оказавшуюся ключевой парную встречу Томашу Бердыху и Радеку Штепанеку — 1-6, 4-6, 3-6. На турнире в Лос-Анджелесе Майер первый раз в профессиональной карьере достигает полуфинала на основных соревнованиях ассоциации. В августе он принял первое участие в основной сетке турнира серии Мастерс, сыграв в Монреале (дошел до второго раунда). Этого же результата он достиг на Открытом чемпионате США, а за неделю до этого вышел в четвертьфинал турнира в Нью-Хейвене. Сезон 2009 года Майер закончил для себя на 64-м месте в рейтинге АТП.

### 2010—2014 (победа в Гамбурге)

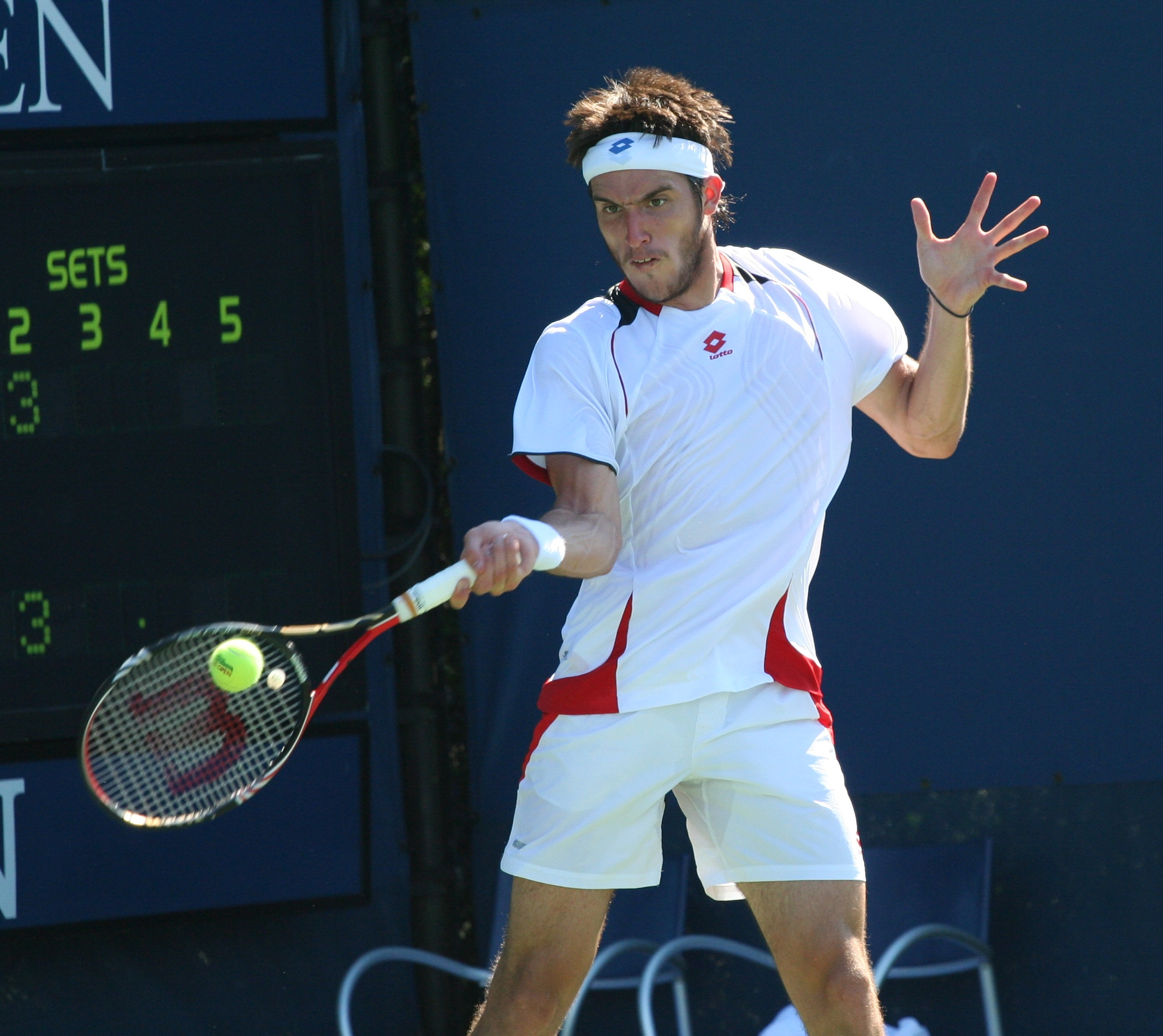
Майер на Открытом чемпионате США 2010 года

2010 год начинается для Майера с четвертьфинала на турнире в Сиднее и проигрыша уже в первом раунде Австралийского чемпионата. В феврале на турнире в американском Сан-Хосе он впервые в карьере выходит в финал турнира АТП в соревнованиях мужских пар. Совместно с немецким теннисистом Беньямином Беккером Майер уступил в решающем матче хозяевам турнира американскому дуэту Марди Фиш и Сэм Куэрри — 6-7(3), 5-7. В поединке первого круга кубка Дэвиса со сборной Швеции Леонардо довольно неожиданно сумел сдержать мощь подачи Йоахима Юханссона — 5-7, 6-3, 7-5, 6-4, к тому же смог опередить Юханссона даже по количеству эйсов — 28:19. И хотя в воскресенье в трех напряженных сетах проиграл Робину Содерлингу — 5-7, 6-7 (5-7), 5-7, по итогам того поединка вполне заслуженно был назван одним из его героев победы Аргентины в матче. На турнире в Делрей-Бич он доходит до четвертьфинала. В мае в Ницце сумел дойти до полуфинала. На Открытом чемпионата Франции Майер впервые достиг третьего круга турнира серии Большого шлема, что позволило ему занять 51 строчку в рейтинге. Дальнейшие результаты не радовали болельщиков аргентинца, а также он не смог доиграть сезон до конца, закончив его досрочно после Открытого чемпионата США.
В феврале 2011 года в парном разряде Майер выиграл дебютный титул в Мировом туре АТП. Произошло это на домашнем турнире в Буэнос-Айресе, где о сыграл в одной команде с Оливером Марахом. В мае на кортах Ролан Гаррос он через квалификацию смог попасть в основной турнир, где повторил результат прошлого года, пройдя в третий раунд. Чаще всего в 2011 году Майер из-за низкого рейтинга выступал на «челленджерах» и трижды за сезон смог одержать на них победу (в июле в Дортмунде, в октябре в Неаполе и в ноябре в Сан-Леополду). В первой половине сезона 2012 года Майер один раз вышел в четвертьфинал турнира АТП — в феврале в Сан-Паулу. В мае на Открытом чемпионате Франции он третий раз подряд прошёл в стадию третьего раунда. Также он смог выступить на Открытом чемпионате США в августе. В ноябре Леонардо победил на «челленджере» в Гуаякиле. За 2013 год Майер дважды выходил в четвертьфинал турниров АТП: в феврале в Акапулько и в августе в Кицбюэле. В конце сезона он повторил успех прошлого года, выиграв «челленджере» в Гуаякиле.
В феврале 2014 года Майер сыграл свой первый одиночный финал АТП. Пробился в него он на турнире в Винья-дель-Маре, но в борьбе за главный приз проиграл итальянцу Фабио Фоньини — 2-6, 4-6. В мае он дважды играл в четвертьфиналах: в Оэйраше и Ницце. На Ролан Гаррос он вышел в третий раунд, а на Уимблдонском турнире Майеру впервые сыграл в четвёртом раунде Большого шлема. В июле аргентинец смог выиграть свой первый одиночный титул в туре. Ему покорился турнир в Гамбурге. В финале Майер смог преподнести сюрприз, впервые в карьере обыграв теннисиста из топ-10, а именно № 7 на тот момент Давида Феррера (6-7(3), 6-1, 7-6(4)). Выступление в Гамбурге позволило самому Майеру подняться в рейтинге на 27-ю строчку. На Открытом чемпионате США он вышел в третий раунд.

### 2015—2018 (победа в кубке Дэвиса и второй титул в Гамбурге)

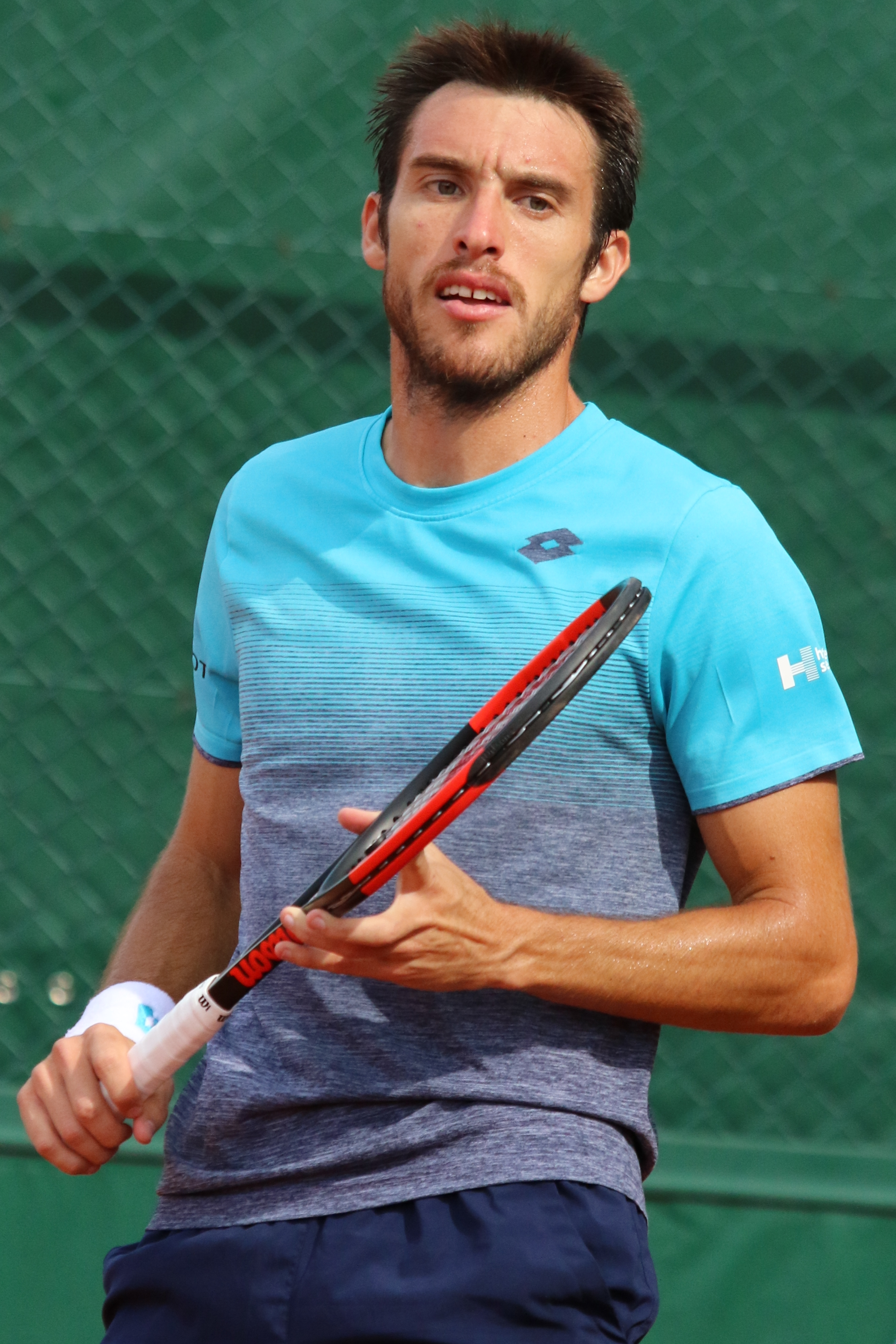
Майер на Открытом чемпионате Франции 2018 года

2015 год Майер начинает с выхода в полуфинал на турнире в Сиднее. В мае аргентинский теннисист вышел в финал грунтового турнира в Ницце, где проиграл в борьбе Доминику Тиму — 7-6(8), 5-7, 6-7(2). На Открытом чемпионате Франции и Уимблдоне он выбыл в третьем раунде. В июне Леонардо занял самое высокое в карьере — 21-е место в одиночном рейтинге. На Открытом чемпионате США он лучше всего выступил в парном разряде, достигнув четвертьфинала в партнёрстве с Жуаном Соузой. По ходу сезона Майер регулярно выступал за сборную Аргентины в кубке Дэвиса и помог своей команде, дойти до полуфинала. Всего в Кубке Дэвиса 2016 года Майер выиграл четыре одиночных матча и два парных и ни разу не проиграл.
2016 год сложился для Майера хуже чем два предыдущих. В Мировом туре он только два раза за сезон доходил до четвертьфинала. В июле Леонардо покинул первую сотню рейтинга. В августе он выиграл «челленджере» в Манербио. Главного успеха в 2016 году Майер добился в командных соревнованиях. Он помог сборной Аргентине впервые стать обладателем Кубка Дэвиса. Леонардо принёс своей сборной два очка в первом раунде против сборной Польши и одно очко в полуфинале с Великобританией. В финале против Хорватии Майер сыграл в парной встрече в альянсе с Хуаном Мартином дель Потро и не добился победы. Однако партнёры по команде не подвели и смогли обыграть хорватов со счётом 3-2, завоевав самый престижный командный трофей в мужском теннисе.
Первую половину 2017 года Майер проводит за пределами первой сотни рейтинга и без особых успехов. Прорыв случился в июле на турнире в Гамбурге, где в 2014 году он выиграл единственный одиночный титул АТП на тот момент. Майер вновь смог стать обладателем трофея Гамбурга. В финале он переиграл своего однофамильца из Германии — Флориана Майера со счётом 6-4, 4-6, 6-3. На Открытом чемпионате США он выступил в качестве лаки-лузера. В первом раунде он смог переиграть № 26 посева Ришара Гаске и пройти по сетке до третьего раунда, где его остановил Рафаэль Надаль.
На старте сезона 2018 года Майер в дуэте с Орасио Себальосом вышел в парный финал турнира в Брисбене. В феврале он дважды выходил в четвертьфинал на турнирах АТП в Буэнос-Айресе и Сан-Паулу. В марте на Мастерсе в Индиан-Уэлсе Леонардо прошёл в четвёртый раунд — лучший его результат на соревнованиях данной серии. В июне на травяном турнире в Лондоне Майер смог в первом раунде обыграть № 8 в мире Кевина Андерсона в трёх сетах, но далее проиграл Джону Миллману.
В июле 2018 года Майер на самом успешном для себя турнире в Гамбурге в третий раз в карьере вышел финал, но на этот раз проиграл в трёхсетовом поединке грузину Николозу Басилашвили. Таким образом, три из пяти финалов аргентинца в туре пришлись на турнир в Гамбурге. Посе этого выступал не слишком удачно, выиграв на всех турнирах до конца сезона всего три матча.

### 2019—2021 (завершение карьеры)
В январе 2019 года Майер смог выйти в четвертьфинал турнира в Окленде. На Открытом чемпионате Австралии он проиграл во втором раунде Фабио Фоньини, а в парном разряде неожиданно смог доиграть до полуфинала в дуэте с Жуаном Соузой из Португалии. В феврале в южноамериканской серии турниров Майер один раз из четырёх вышел в четвертьфинал — в Сан-Паулу. В марте на Мастерсе в Майами вышел в третий раунд. На Открытом чемпионате Франции в этом году Майер впервые смог выйти в четвёртый раунд, выиграв у Веселого, Шварцмана, Маю, а в борьбе за четвертьфинал проиграл Роджеру Федереру.
Уимблдон 2019 года завершился для Майера во втором раунде. В июле он сыграл в четвертьфинале турнира в Умаге. На Открытом чемпионате США проиграл в первом раунде французу Антуану Оану в пяти сетах, а в парном разряде вместе с португальцем Жуаном Соузой дошёл до четвертьфинала, где они уступили паре Кевин Кравиц и Андреас Мис. Осенью аргентинец набирал форму на более младших по статусу «челленджерах», но максимально добился одного полуфинала.
В 2020 году Майер выдал серию поражений на турнирах из восьми матчей подряд. потерял место в топ-100. В парном разряде в феврале удалось выйти в финал турнира в Кордове в команде с Андресом Мольтени. 2021 год стал последним в карьере Майера. После неудачной попытки попасть через квалификацию на Уимблдон он больше не играл в сезоне, а в октябре официально объявил о завершении карьеры. После этого в 2022 году он сыграл на одном «челленджере» в парах у себя на родине.

## Рейтинг на конец года
| Год  | Одиночный рейтинг | Парный рейтинг |
| 2022 |                   | 1 481          |
| 2021 | 309               | 203            |
| 2020 | 135               | 102            |
| 2019 | 92                | 61             |
| 2018 | 56                | 75             |
| 2017 | 52                | 155            |
| 2016 | 139               | 120            |
| 2015 | 35                | 85             |
| 2014 | 28                | 70             |
| 2013 | 94                | 413            |
| 2012 | 71                | 170            |
| 2011 | 78                | 213            |
| 2010 | 94                | 99             |
| 2009 | 75                | 162            |
| 2008 | 115               | 173            |
| 2007 | 179               | 161            |
| 2006 | 246               | 255            |
| 2005 | 699               | 820            |
| 2004 | 1 349             | 1 760          |
| 2003 | 1 432             |                |

По данным официального сайта ATP на последнюю неделю года.

## Выступления на турнирах

### Финалы турниров ATP в одиночном разряде (5)

#### Победы (2)
| Титулы                      |
| --------------------------- |
| Турниры Большого шлема (0)* |
| Итоговый турнир ATP (0)     |
| Мастерс (0)                 |
| АТР 500 (2)                 |
| АТР 250 (0+1)               |

| Титулы по покрытиям | Титулы по месту проведения матчей турнира |
| ------------------- | ----------------------------------------- |
| Хард (0)*           | Зал (0)                                   |
| Грунт (2+1)         | Зал (0)                                   |
| Трава (0)           | Открытый воздух (2+1)                     |
| Ковёр (0)           | Открытый воздух (2+1)                     |

* количество побед в одиночном разряде + количество побед в парном разряде.
| №  | Дата         | Турнир                | Покрытие | Соперник в финале | Счёт              |
| 1. | 20 июля 2014 | Гамбург, Германия     | Грунт    | Давид Феррер      | 6-7(3) 6-1 7-6(4) |
| 2. | 30 июля 2017 | Гамбург, Германия (2) | Грунт    | Флориан Майер     | 6-4 4-6 6-3       |

#### Поражения (3)
| №  | Дата           | Турнир               | Покрытие | Соперник в финале   | Счёт              |
| 1. | 9 февраля 2014 | Винья-дель-Мар, Чили | Грунт    | Фабио Фоньини       | 2-6 4-6           |
| 2. | 23 мая 2015    | Ницца, Франция       | Грунт    | Доминик Тим         | 7-6(8) 5-7 6-7(2) |
| 3. | 29 июля 2018   | Гамбург, Германия    | Грунт    | Николоз Басилашвили | 4-6 6-0 5-7       |

### Финалы челленджеров и фьючерсов в одиночном разряде (25)

#### Победы (11)
| Условные обозначения |
| Челленджеры (9+8)*   |
| Фьючерсы (2+3)       |

| Титулы по покрытиям | Титулы по месту проведения матчей турнира |
| ------------------- | ----------------------------------------- |
| Хард (2+2)*         | Зал (0)                                   |
| Грунт (9+9)         | Зал (0)                                   |
| Трава (0)           | Открытый воздух (11+11)                   |
| Ковёр (0)           | Открытый воздух (11+11)                   |

* количество побед в одиночном разряде + количество побед в парном разряде.
| №   | Дата            | Турнир                      | Покрытие | Соперник в финале   | Счёт              |
| 1.  | 13 ноября 2005  | Сантьяго, Чили              | Грунт    | Эмилиано Редонди    | 6-3 6-4           |
| 2.  | 26 марта 2006   | Маракай, Венесуэла          | Хард     | Рикардо Осевар      | 6-7(7) 6-3 7-6(4) |
| 3.  | 22 июля 2007    | Куэнка, Эквадор             | Грунт    | Томас Беллуччи      | 6-3 6-2           |
| 4.  | 25 ноября 2007  | Пуэбла-де-Сарагоса, Мексика | Хард     | Давид Олейничак     | 6-1 6-4           |
| 5.  | 16 ноября 2008  | Медельин, Колумбия          | Грунт    | Серхио Ройтман      | 6-4 7-5           |
| 6.  | 31 июля 2011    | Дортмунд, Германия          | Грунт    | Томас Схорел        | 6-3 6-2           |
| 7.  | 2 октября 2011  | Неаполь, Италия             | Грунт    | Алессандро Джанесси | 6-3 6-4           |
| 8.  | 6 ноября 2011   | Сан-Леополду, Бразилия      | Грунт    | Никола Чирич        | 7-5 7-6(1)        |
| 9.  | 10 ноября 2012  | Гуаякиль, Эквадор           | Грунт    | Паоло Лоренци       | 6-2 6-4           |
| 10. | 16 ноября 2013  | Гуаякиль, Эквадор           | Грунт    | Педру Соуза         | 6-4 7-5           |
| 11. | 28 августа 2016 | Манербио, Италия            | Грунт    | Филип Краинович     | 7-6(3) 7-5        |

#### Поражения (14)
| №   | Дата             | Турнир                      | Покрытие   | Соперник в финале        | Счёт              |
| 1.  | 12 марта 2006    | Маракай, Венесуэла          | Хард       | Пьеро Луиси              | 4-6 5-7           |
| 2.  | 2 апреля 2006    | Маракай, Венесуэла          | Хард       | Джонатан Медина Альварес | 3-6 4-6           |
| 3.  | 26 ноября 2006   | Пуэбла-де-Сарагоса, Мексика | Хард       | Роберт Кендрик           | 5-7 4-6           |
| 4.  | 18 августа 2007  | Грац, Австрия               | Грунт      | Виктор Ханеску           | 6-7(4) 2-6        |
| 5.  | 17 августа 2008  | Бронкс, США                 | Хард       | Лукаш Длоуги             | 0-6 1-6           |
| 6.  | 21 сентября 2008 | Кали, Колумбия              | Грунт      | Маркос Даниэль           | 2-6 — отказ       |
| 7.  | 12 октября 2008  | Асунсьон, Парагвай          | Грунт      | Мартин Вассальо Аргуэльо | 6-3 3-6 6-7(2)    |
| 8.  | 7 августа 2011   | Трани, Италия               | Грунт      | Стив Дарси               | 6-4 3-6 2-6       |
| 9.  | 11 сентября 2011 | Генуя, Италия               | Грунт      | Мартин Клижан            | 3-6 1-6           |
| 10. | 4 ноября 2012    | Медельин, Колумбия          | Грунт      | Паоло Лоренци            | 6-7(5) 7-6(4) 4-6 |
| 11. | 29 сентября 2013 | Орлеан, Франция             | Хард (зал) | Радек Штепанек           | 3-6 4-6           |
| 12. | 16 октября 2016  | Буэнос-Айрес, Аргентина     | Грунт      | Ренсо Оливо              | 6-2 6-7(3) 6-7(3) |
| 13. | 19 марта 2017    | Буэнос-Айрес, Аргентина     | Хард       | Таро Даниэль             | 7-5 3-6 4-6       |
| 14. | 15 июля 2017     | Бостад, Швеция              | Грунт      | Душан Лайович            | 2-6 6-7(4)        |

### Финалы турнировATPв парном разряде (5)

#### Победы (1)
| №  | Дата            | Турнир                  | Покрытие | Партнёр      | Соперники в финале       | Счёт       |
| 1. | 20 февраля 2011 | Буэнос-Айрес, Аргентина | Грунт    | Оливер Марах | Андре Са Франко Феррейро | 7-6(6) 6-3 |

#### Поражения (4)
| №  | Дата            | Турнир              | Покрытие   | Партнёр         | Соперники в финале                | Счёт           |
| 1. | 14 февраля 2010 | Сан-Хосе, США       | Хард (зал) | Беньямин Беккер | Сэм Куэрри Марди Фиш              | 6-7(3) 5-7     |
| 2. | 25 августа 2012 | Уинстон-Сейлем, США | Хард       | Пабло Андухар   | Сантьяго Гонсалес Скотт Липски    | 3-6 6-4 [2-10] |
| 3. | 7 января 2018   | Брисбен, Австралия  | Хард       | Орасио Себальос | Хенри Континен Джон Пирс          | 6-3 3-6 [2-10] |
| 4. | 9 февраля 2020  | Кордова, Аргентина  | Грунт      | Андрес Мольтени | Марсело Демолинер Матве Мидделкоп | 3-6 6-7(4)     |

### Финалы челленджеров и фьючерсов в парном разряде (21)

#### Победы (11)
| №   | Дата             | Турнир                  | Покрытие | Партнёр             | Соперники в финале                 | Счёт              |
| 1.  | 14 августа 2005  | Буэнос-Айрес, Аргентина | Грунт    | Эмилиано Масса      | Максимо Гонсалес Диего Кристин     | 6-1 5-7 6-4       |
| 2.  | 25 сентября 2005 | Буэнос-Айрес, Аргентина | Грунт    | Эмилиано Масса      | Лукас Арнольд Кер Диего Кристин    | 7-6(4) 6-3        |
| 3.  | 24 сентября 2006 | Калдас-Новас, Бразилия  | Хард     | Себастьян Декуд     | Машишка Вашингтон Фредерико Касаро | 6-4 7-5           |
| 4.  | 19 ноября 2006   | Гуаякиль, Эквадор       | Грунт    | Хуан Пабло Бжежицки | Фернандо Висенте Марсель Фельдер   | 1-6 7-5 [14-12]   |
| 5.  | 6 мая 2007       | Нейплс, США             | Грунт    | Хуан Пабло Бжежицки | Пабло Куэвас Орасио Себальос       | 6-1 6-7(4) [10-8] |
| 6.  | 20 апреля 2008   | Флорианополис, Бразилия | Грунт    | Адриан Гарсия       | Томас Беллуччи Бруно Соарес        | 6-2 6-0           |
| 7.  | 14 сентября 2008 | Кито, Эквадор           | Грунт    | Хьюго Армандо       | Кайо Зампьери Рикардо Мельо        | 7-5 6-2           |
| 8.  | 12 октября 2008  | Асунсьон, Парагвай      | Грунт    | Алехандро Фаббри    | Мартин Гарсия Мариано Худ          | 7-5 6-4           |
| 9.  | 11 января 2009   | Сан-Паулу, Бразилия     | Хард     | Карлос Берлок       | Орасио Себальос Мариано Худ        | 7-6(1) 6-3        |
| 10. | 3 мая 2009       | Тунис, Тунис            | Грунт    | Бриан Дабул         | Юхан Брунстрём Жан-Жюльен Ройер    | 6-4 7-6(6)        |
| 11. | 30 октября 2016  | Лима, Перу              | Грунт    | Серхио Гальдос      | Ариэль Беар Гонсало Лама           | 6-2 7-6(7)        |

#### Поражения (10)
| №   | Дата            | Турнир                     | Покрытие | Партнёр                  | Соперники в финале                  | Счёт              |
| 1.  | 26 марта 2006   | Маракай, Венесуэла         | Хард     | Джонатан Медина Альварес | Диего Кристин Орасио Себальос       | 2-6 3-6           |
| 2.  | 2 апреля 2006   | Маракай, Венесуэла         | Хард     | Джонатан Медина Альварес | Рикардо Осевар Рафаэль Фариас       | 6-4 3-6 2-6       |
| 3.  | 29 июля 2006    | Кампус-ду-Жордау, Бразилия | Хард     | Якоб Адактуссон          | Марсело Мело Андре Са               | 6-7(1) 5-7        |
| 4.  | 8 июля 2007     | Кордова, Испания           | Хард     | Пауль Капдевиль          | Сантьяго Вентура Фернандо Висенте   | 4-6 3-6           |
| 5.  | 15 июля 2007    | Богота, Колумбия           | Грунт    | Пабло Гонсалес           | Сантьяго Гонсалес Бриан Дабул       | 2-6 2-6           |
| 6.  | 28 октября 2007 | Белу-Оризонти, Бразилия    | Грунт    | Адриан Гарсия            | Сантьяго Вентура Марсель Гранольерс | 3-6 3-6           |
| 7.  | 29 июня 2008    | Реджо-нель-Эмилия, Италия  | Грунт    | Мариано Худ              | Цзэн Шаосюань Юй Синьюань           | 3-6 4-6           |
| 8.  | 10 ноября 2012  | Гуаякиль, Эквадор          | Грунт    | Мартин Риос Бенитес      | Мартин Алунд Факундо Багнис         | 5-7 6-7(5)        |
| 9.  | 28 августа 2016 | Манербио, Италия           | Грунт    | Хуан Игнасио Галарса     | Никола Мектич Антонио Шанчич        | 5-7 1-6           |
| 10. | 30 апреля 2017  | Таллахасси, США            | Грунт    | Максимо Гонсалес         | Скотт Липски Леандер Паес           | 6-4 6-7(5) [7-10] |

### Финалы командных турниров (1)

#### Победы (1)
| №  | Год  | Турнир       | Команда                                      | Соперник в финале                   | Счёт |
| 1. | 2016 | Кубок Дэвиса | Аргентина Ф.Дельбонис,Х.М.дель Потро,Л.Майер | Хорватия И.Додиг,И.Карлович,М.Чилич | 3-2  |